# Манепло
Манепло (Manerplaw) — город в штате Карен (Кайин) в Мьянме.
Во время гражданской войны город был центром освободительного движения каренов, пытавшихся создать независимое государство Котхолей ещё с конца 1940-х годов. Здесь до января 1995 находилась штаб-квартира партии Каренского Национального Союза. В начале 1995 бирманские войска штурмовали город и нанесли KNU тяжёлое поражение, после занятия Манепло позиции каренского сопротивления резко ослабли.
Государство Котхолей, которое предполагалось образовать на части территории штата Карен, переводится с каренского языка как «Зелёная Земля», однако то же название может быть интерпретировано как «отвоёванная земля». В это государство предполагалось включить также часть дельты реки Иравади, на которую также претендовали карены.